# قسم زاز الغربي الريفي (مقاطعة أليغودرز)
قسم زاز الغربي الریفي (بالفارسية: دهستان زز غربی) هي قسم تقع في إيران في لرستان. يقدر عدد سكانها بـ 2,248 نسمة .